# مسعود دانشور
مسعود دانشور (زاده ۱۰ بهمن ۱۳۶۶) یک بازیکن فوتسال اهل ایران است.